# 勝藤猛
勝藤 猛（かつふじ たけし、1931年 - 2019年）は、日本の東洋史学者、ペルシア語学者、大阪外国語大学名誉教授。

## 人物・来歴
徳島市に生まれる。1954年京都大学文学部（東洋史学専攻）卒業。同大学大学院文学研究科修士課程修了。大阪外国語大学助教授、教授を務め、95年定年退官、名誉教授、岩手県立大学教授。2001年退職。
2011年11月瑞宝中綬章受章。

## 著書
- 『忽必烈汗』(人物往来社、中国人物叢書） 1966。改訂『フビライ汗』（中公文庫）2000
- 『モンゴルの西征 ペルシア知識人の悲劇』(創元社、創元新書） 1970
- 『成吉思汗 草原の世界帝国』（清水書院、センチュリーブックス、人と歴史シリーズ） 1972
  - 改題『草原の覇者 成吉思汗』（清水新書） 1984.10、新訂版2017

### 共編著
- 『大蒙古帝国』（岩村忍共著、人物往来社） 1965
- 『中東と国際関係』（浦野起央共編著、晃洋書房、シリーズ国際関係4） 1979.11
- 『イスラム世界 その歴史と文化』（内記良一・岡崎正孝共編、世界思想社） 1981.5
- 『ペルシア語ことわざ用法辞典』（ハーシェム・ラジャブザーデ共著、大学書林） 1993.12

### 翻訳
- 『草原の騎馬民族国家』(E・D・フィリプス、創元社、世界古代史双書） 1971
- 『シルクロードの謎の民 パターン民族誌』（J・スペイン、中川弘共訳、刀水書房、刀水歴史全書） 1980.2
- 『暗殺教団の谷 女ひとりイスラム辺境を行く』（フレヤ・スターク、社会思想社、現代教養文庫） 1982.6

## 論文
- CiNii>勝藤猛